# 雨蔭

雨陰の模式図。右向きの風により、風下に当たる山の右側が雨陰となる。

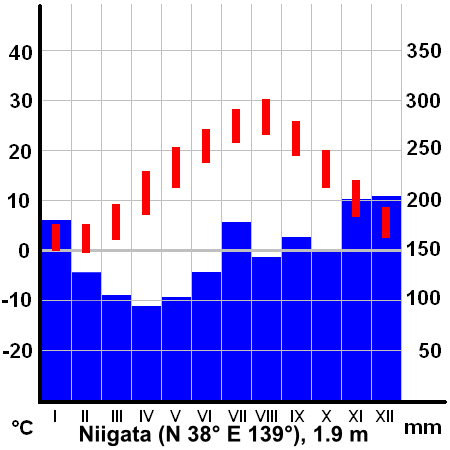
日本海側・新潟の雨温図。夏は南東季節風の影響で雨陰となるため降水量が少ない（ただし風向は一定では無いのでやや雨は多い）。

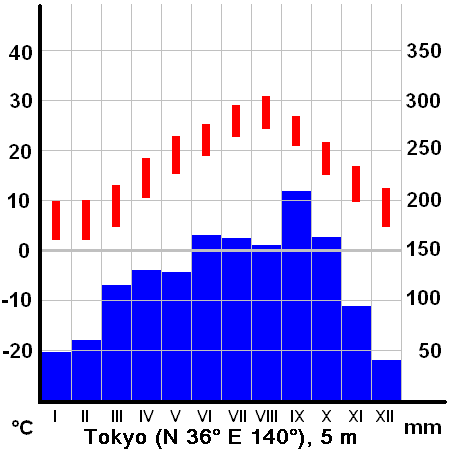
太平洋側・東京の雨温図。冬は北西季節風の影響で雨陰となるため降水量が少ない。山脈を挟んで反対側にある新潟とは対照的。

雨陰（ういん、rain shadow）とは、雨雲を含んだ風が山を越える際に、風上側で雨が降り、風下側は「陰」となって乾燥する現象。特に、風下において雨量が少なくなる現象を指して「雨陰」と呼ぶことが多い。また日本では、冬季の太平洋側で発生する雨陰にあたる現象を、からっ風と呼ぶ。

## メカニズム
おもに高さ1,000〜3,000mくらいに分布する雨雲は、風に乗って山を越える際、変化を起こす。空気が強制的に持ち上げられて山の斜面を昇っていく際に、雨雲の中では水滴が大きく成長し、雨雲の上の空気もどんどん凝結して雲が高く成長してくるのである。これは、断熱膨張による冷却がもたらす効果である。山の風上側では、雨雲は高度が上がるほど成長し、山により近い所（より高い所）ほど雨量が多くなる。
山を越えた雨雲は、例えるならば雑巾を絞ったような状態となり、含まれる水分の量が少なくなる。しかも、山を降りるにしたがって空気が下降するため、断熱圧縮によって加熱され、雲は蒸発してくる。山の風下側では、雨雲は高度が下がるほど薄くなり、山からより遠い所（より低い所）ほど雨量が少なくなる。
山を越える際、雨雲が雨を降らせ尽くしてしまって雲が消えてしまうと、風下では雨が全く降らない。このとき、乾燥した空気は山を降りる際の加熱幅が大きくなるため、フェーン現象が発生する。しかし、山を昇る前の空気が非常に冷たいと、登った後山を降りてもまだ冷たい場合がある。これをボーラ現象という。

## 雨陰の発生が顕著な場所
高い山脈に隣接して平地があるようなところ、高低差の大きいところで発生しやすい。代表的な雨陰の発生地として、周りをアルプス山脈に囲まれて年中雨量が少ないスイスの盆地、山と季節風の影響で雨量が大きく変化するハワイ諸島などが挙げられる。
日本列島でも雨陰が発生する。季節風により、夏は日本海側、冬は太平洋側で雨陰になりやすく、降水量が少なくなる。高い山脈に囲まれた中部地方の高地では、どの方向からの風も雨陰となり、スイスと同じ状況になる。
雨陰が気候に与える影響は非常に大きい。季節風の影響で雨量の変化が大きい熱帯モンスーン気候（Am）、サバナ気候（Aw）、温帯夏雨気候（Cw）、地中海性気候（Cs）、亜寒帯冬季少雨気候（Dw）、高地地中海性気候（Ds）などは、雨陰の影響が大きいといえる。
雨陰により一年中乾燥することが原因でできた砂漠を雨陰砂漠（風下砂漠）という。パタゴニア東部、アタカマ砂漠、タクラマカン砂漠、コロラド砂漠などは雨陰砂漠である。